# Deutsche Meisterschaften im Rennrodeln 2014
Die vorgezogenen Deutschen Meisterschaften im Rennrodeln 2014 fanden am 21. Dezember 2013 auf der Bobbahn Winterberg-Hochsauerland statt. Aufgrund des engen Terminkalenders fanden die Wettkämpfe zwischen den Weltcupstationen in Park City (13.–14. Dezember 2013) und Königssee (4.–5. Januar 2014) statt.
Die Titel auf der Winterberger Bahn gingen in den Einzelwettbewerben an Tatjana Hüfner bei den Frauen, Felix Loch bei den Männern und bei den Doppelsitzern an Toni Eggert/Sascha Benecken. Das Staffelrennen gewann ebenfalls das aus diesen deutschen Meistern bestehende Team.

## Ergebnisse

### Einsitzer der Frauen
| Platz | Sportlerin          | Verein                        | Zeit     |
| ----- | ------------------- | ----------------------------- | -------- |
| 1     | Tatjana Hüfner      | BRC 05 Friedrichroda          | 1:53,150 |
| 2     | Anke Wischnewski    | WSC Erzgebirge Oberwiesenthal | +0,454   |
| 3     | Dajana Eitberger    | RC Ilmenau                    | +0,468   |
| 4     | Corinna Martini     | BSC Winterberg                | +0,652   |
| 5     | Saskia Langer       | ESV Lok Zwickau               | +1,756   |
| 6     | Natalie Burkhardt   | BRC 05 Friedrichroda          | +1,909   |
| 7     | Angelique Fleischer | SSV Altenberg                 | +2,183   |
| 8     | Maria Naß           | RT Suhl                       | +2,757   |
| DNS   | Aileen Frisch       | SSV Altenberg                 |          |

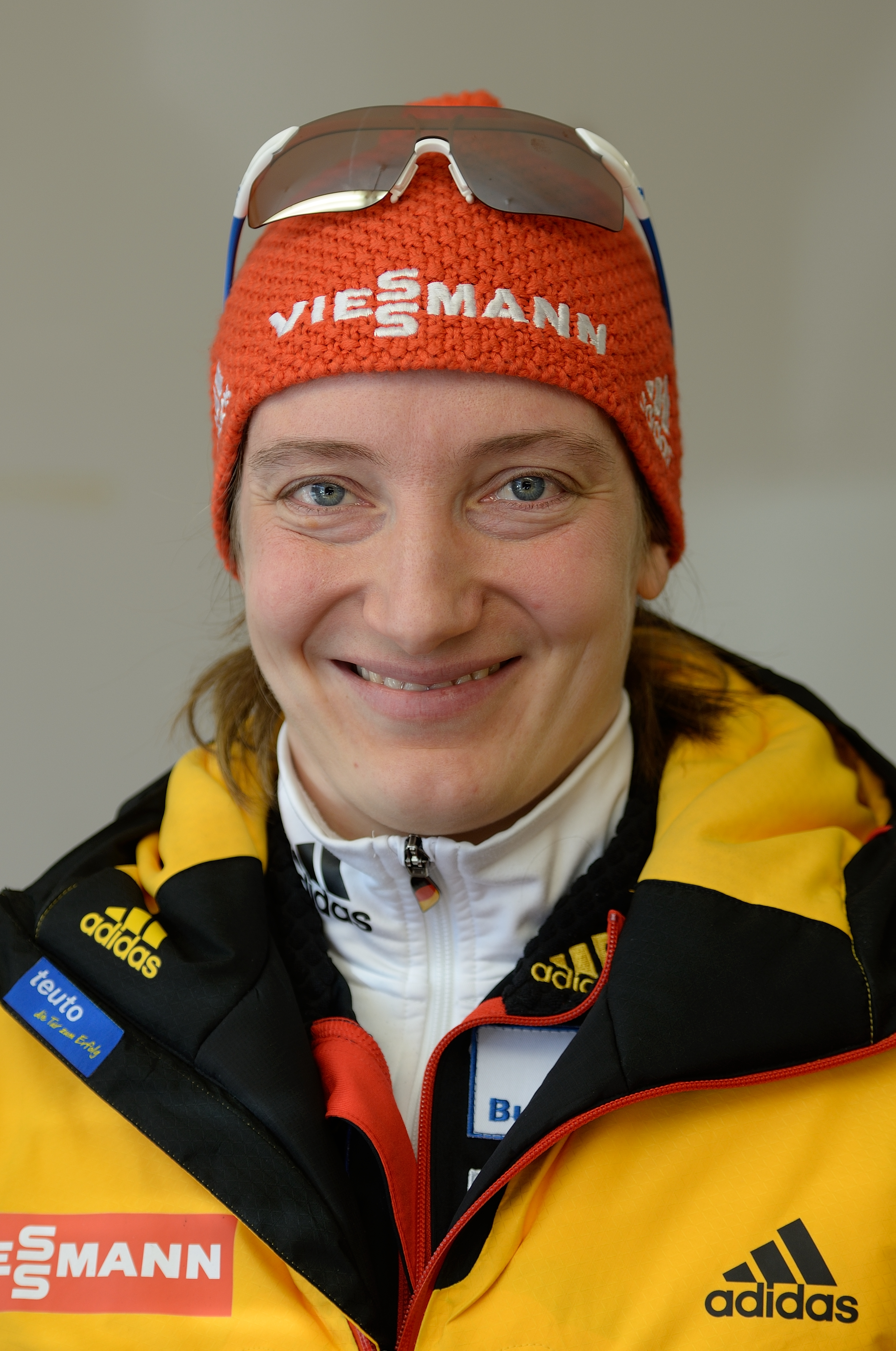
Tatjana Hüfner, Deutsche Meisterin

Tatjana Hüfner gelang es in Abwesenheit von Weltmeisterin und Titelverteidigerin Natalie Geisenberger, die aufgrund eines Infekts fehlte, ihren dritten Meistertitel nach 2009 und 2012 zu holen und siegte vor Anke Wischnewski und Dajana Eitberger. Die Winterberger Lokalmatadorin und Vize-Europameisterin von 2010 Corinna Martini fuhr in ihrem letzten Rennen auf den vierten Rang. Sie beendete nach den Deutschen Meisterschaften ihre Karriere, nachdem sie zuvor die Qualifikation für das Weltcup-Team des Rennrodel-Weltcups 2013/14 verpasst hatte. Die Vorjahres-Dritte Aileen Frisch war zwar gemeldet, trat zum Rennen jedoch nicht an.

### Einsitzer der Männer
| Platz | Sportler              | Verein                        | Zeit     |
| ----- | --------------------- | ----------------------------- | -------- |
| 1     | Felix Loch            | RC Berchtesgaden              | 1:45,201 |
| 2     | David Möller          | RRV Sonneberg                 | +0,059   |
| 3     | Julian von Schleinitz | WSV Königssee                 | +0,322   |
| 4     | Chris Eißler          | ESV Lok Zwickau               | +0,529   |
| 5     | Ralf Palik            | WSC Erzgebirge Oberwiesenthal | +0,546   |
| 6     | Johannes Ludwig       | BSR Oberhof                   | +0,575   |
| 7     | Andi Langenhan        | RRC Zella-Mehlis              | +0,603   |
| 8     | Christian Paffe       | BRC Hallenberg                | +1,015   |
| 9     | Florian Berkes        | RT Suhl                       | +1,210   |
| 10    | Georg Reumschüssel    | RT Suhl                       | +1,467   |
| 11    | Sebastian Bley        | RT Suhl                       | +1,733   |
| 12    | Toni Gräfe            | RC Ilmenau                    | +1,755   |

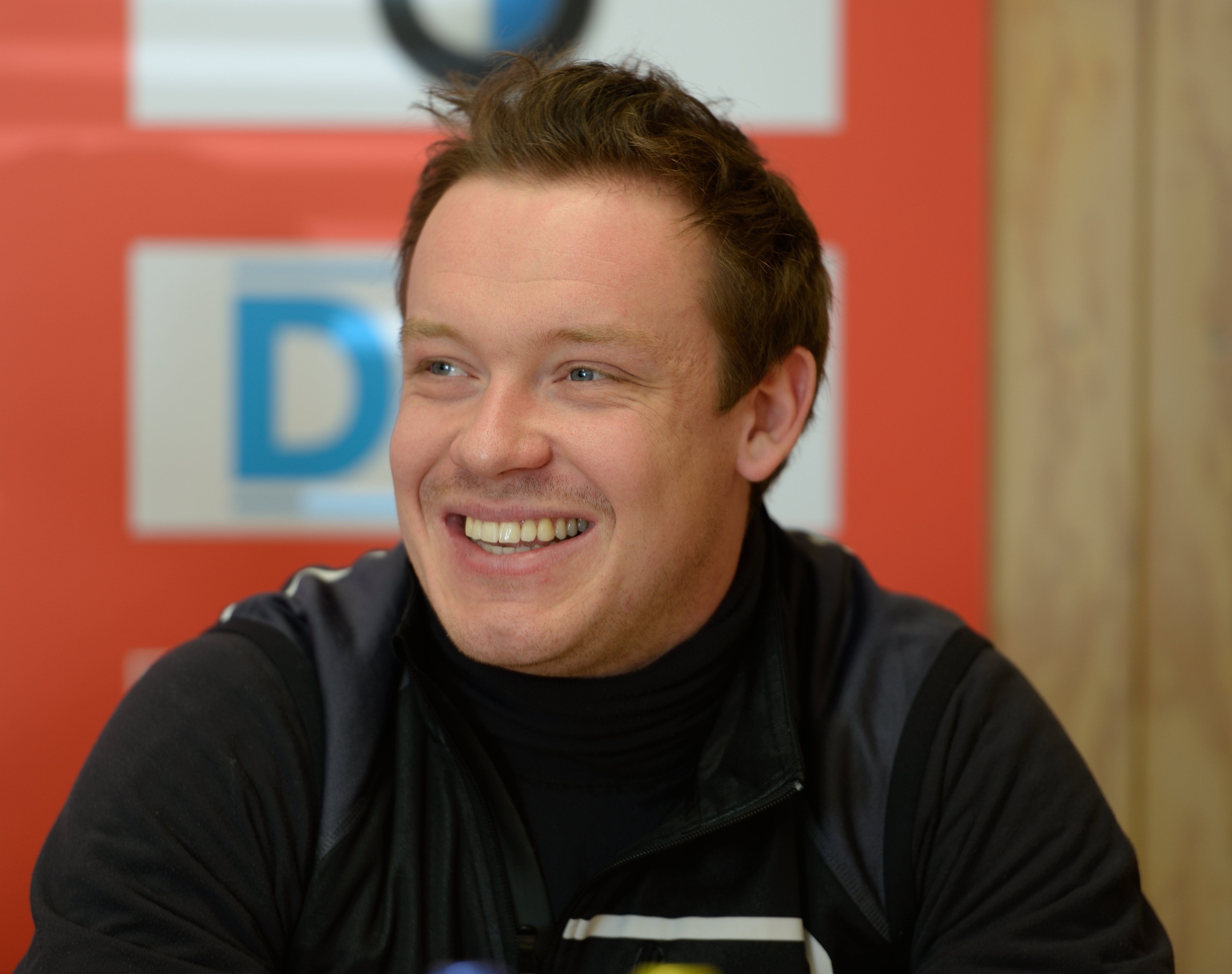
Felix Loch, Deutscher Meister

Den Deutschen Meistertitel bei den Männern sicherte sich der spätere Olympiasieger Felix Loch, der damit seinen vierten Titel nach 2009, 2010 und 2012 einfahren konnte, vor David Möller, für den es seine letzten Deutschen Meisterschaften waren. Er beendete nach den Olympischen Winterspielen 2014 in Sotschi seine Karriere. Auf Rang 3 konnte Nachwuchsrodler Julian von Schleinitz fahren. Bei dem Meisterschaftsrennen, welches gleichzeitig als „interne Olympiaqualifikation“ diente, fuhren die beiden Konkurrenten um den dritten olympischen Startplatz hinter Loch und Möller, Johannes Ludwig und Andi Langenhan, hinter Chris Eißler und Ralf Palik auf die Plätze 6 sowie 7 und konnte dabei keinen entscheidende Empfehlung abgeben. Die Nachwuchsrodler Christian Paffe (BRC Hallenberg), Florian Berkes, Georg Reumschüssel, Sebastian Bley (alle RT Suhl) und Toni Gräfe (RC Ilmenau) folgten auf den Plätzen 8 bis 12.

### Doppelsitzer
| Platz | Sportler                               | Verein                            | Zeit     |
| ----- | -------------------------------------- | --------------------------------- | -------- |
| 1     | Toni Eggert/Sascha Benecken            | BRC Ilsenburg/RT Suhl             | 1:27,713 |
| 2     | Daniel Rothamel/Toni Förtsch           | RRC Zella-Mehlis/RRV Sonneberg    | +0,669   |
| 3     | Robin Geueke/David Gamm                | SC Fredeburg/BSC Winterberg       | +0,762   |
| 4     | Julius Löffler/Florian Küchler         | SSV Altenberg/RT Suhl             | +0,787   |
| 5     | Tim Brendel/Florian Funk               | RC Berchtesgaden/SV Bad Feilnbach | +0,910   |
| 6     | Marcel Engljähringer/Rupert Staudinger | RC Berchtesgaden/WSV Königssee    | +2,032   |
| 7     | Nico Grüßner/Chris Rohmeiß             | RC Waltershausen/RRC Zella-Mehlis | +2,312   |

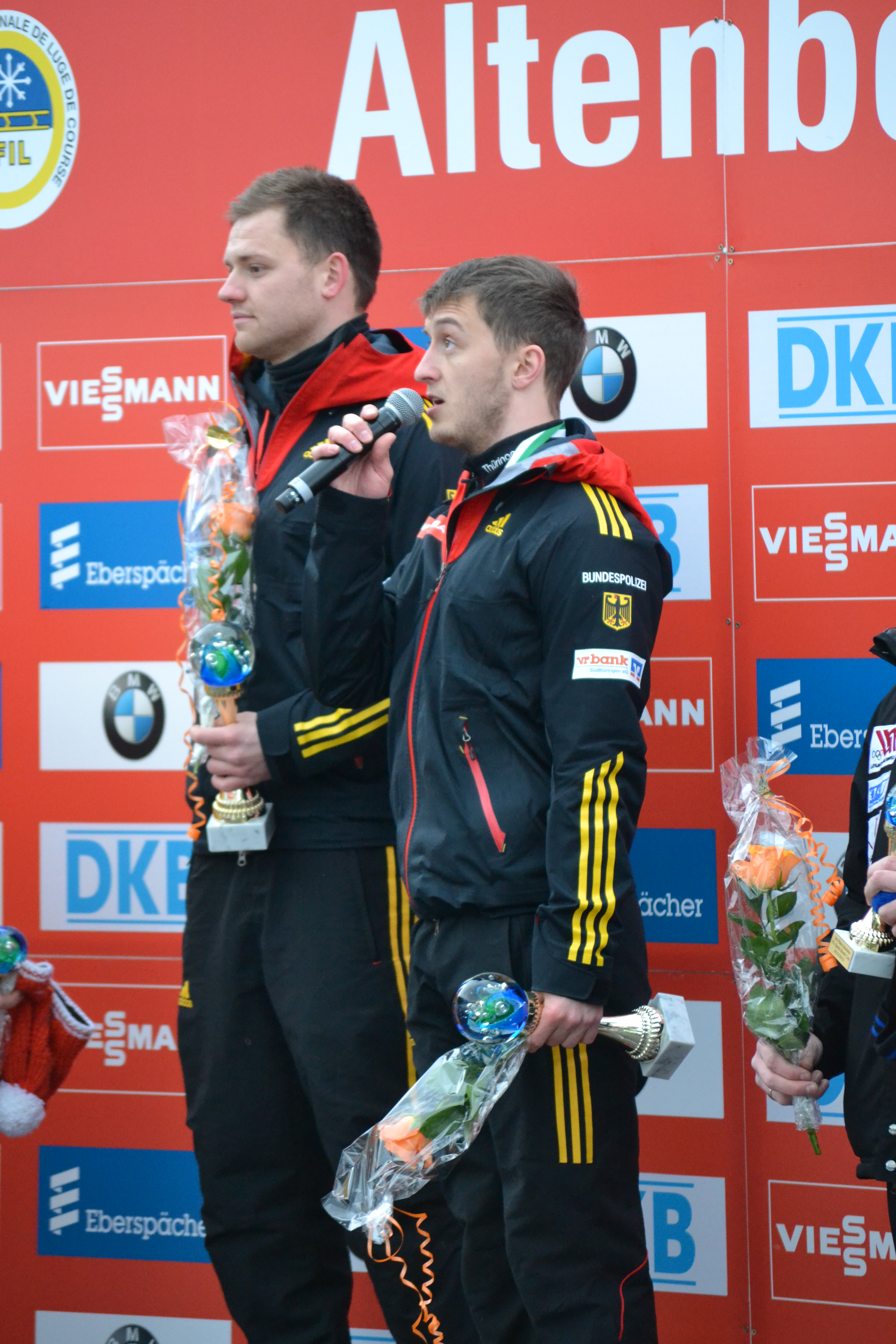
Toni Eggert und Sascha Benecken, Deutsche Meister

Nach der Absage der Teilnahme an den Deutschen Meisterschaften durch die Vorjahressieger Tobias Wendl/Tobias Arlt (RC Berchtesgaden/WSV Königssee), die wegen der Geburt der Tochter von Tobias Arlt eine Auszeit genommen hatten, sicherte sich das Doppelsitzerpaar Toni Eggert und Sascha Benecken den Meistertitel vor David Rothamel und Toni Förtsch sowie Robin Geueke und David Gamm. Damit sicherten sich Eggert/Benecken den ersten nationalen Titel. Auf den weiteren Plätzen folgten die deutschen Nachwuchsdoppelsitzerpaare.

### Staffel
| Platz | Sportler                                                                  | Verein                                                                          | Zeit     |
| ----- | ------------------------------------------------------------------------- | ------------------------------------------------------------------------------- | -------- |
| 1     | Tatjana Hüfner Felix Loch Toni Eggert/Sascha Benecken                     | BRC 05 Friedrichroda RC Berchtesgaden BRC Ilsenburg/RT Suhl                     | 2:25,103 |
| 2     | Dajana Eitberger Julian von Schleinitz Robin Geueke/David Gamm            | RC Ilmenau WSV Königssee SC Fredeburg/BSC Winterberg                            | +0,998   |
| 3     | Saskia Langer Ralf Palik Tim Brendel/Florian Funk                         | ESV Lok Zwickau WSC Erzgebirge Oberwiesenthal RC Berchtesgaden/SV Bad Feilnbach | +1,355   |
| 4     | Corinna Martini Chris Eißler Julius Löffler/Florian Küchler               | BSC Winterberg ESV Lok Zwickau SSV Altenberg/RT Suhl                            | +1,826   |
| 5     | Anke Wischnewski David Möller Daniel Rothamel/Toni Förtsch                | WSC Erzgebirge Oberwiesenthal RRV Sonneberg RRC Zella-Mehlis/RRV Sonneberg      | +2,143   |
| 6     | Nathalie Burkhardt Johannes Ludwig Marcel Engljähringer/Rupert Staudinger | BRC 05 Friedrichroda BSR Oberhof RC Berchtesgaden/WSV Königssee                 | +2,178   |

Beim Staffelrennen, welches die Startenden jeweils mit den platzadaquaten Startenden der anderen Meisterschaftsläufe (die erstplatzierte Frau fährt mit dem erstplatzierten Mann und dem erstplatzierten Doppelsitzerpaar) als Team austrugen, gewann die Staffel um die Deutschen Meister Tatjana Hüfner, Felix Loch und Toni Eggert/Sascha Benecken vor Dajana Eitberger, Julian von Schleinitz, Robin Geueke/David Gamm sowie Saskia Langer, Ralf Palik, Tim Brendel/Florian Funk. Anke Wischnewski, welche die beste Laufzeit bei den Frauen vorgelegt hatte, und David Möller, welcher die zweitbeste Laufzeit bei den Herren einfuhr, landeten aufgrund der schlechtesten Laufzeit ihres Doppelsitzerpaars Daniel Rothamel/Toni Förtsch mit mehr als 2 Sekunden Rückstand auf Platz 5 hinter der Staffel um Corinna Martini, Chris Eißler, Julius Löffler/Florian Küchler, aber vor Nathalie Burkhardt, Johannes Ludwig, Marcel Engljähringer/Rupert Staudinger.